# حمید نعمتی (بازیکن فوتبال)
حمید نعمتی (زادهٔ ۷ خرداد ۱۳۶۸) بازیکن فوتبال اهل ایران است که در پست هافبک بازی می‌کند.
از باشگاه‌هایی که وی در آن بازی کرده می‌توان به باشگاه فوتبال مس رفسنجان، باشگاه فوتبال نساجی مازندران، باشگاه فوتبال آلومینیوم اراک و باشگاه فوتبال نفت مسجدسلیمان اشاره کرد.